# Casa del Corregidor (Marbella)
La casa del Corregidor es un edificio situado en el casco antiguo de la ciudad de Marbella, España.

## Características
Se trata de un edificio señorial construido en 1552, que destaca por su fachada de piedra blasonada con un mirador de tres arcos, donde se combinan elementos góticos y renacentistas. El techo es de estilo mudéjar y además contiene murales al fresco. La casa está ubicada en la plaza de los Naranjos, junto a otros dos edificios históricos: la Casa Consistorial y la Ermita de Santiago.  